# Ambassade de Thaïlande en France
L'ambassade de Thaïlande en France est la représentation diplomatique du royaume de Thaïlande auprès de la République française. Elle est située 8, rue Greuze dans le 16e arrondissement de Paris, la capitale du pays. Son ambassadeur est, depuis 2024, Sarun Charoensuwan.
La résidence de l'ambassadeur est située au n°18 rue Albéric-Magnard (16e arrondissement). 

## Histoire

### Depuis leXIXesiècle
Dans le 16e arrondissement de Paris, la rue de Siam porte ce nom car l'ambassade de Siam — nom de la Thaïlande jusqu'en 1939 — était située dans cette voie dès son ouverture, en 1884.
Dans les années 1900, toujours dans le même arrondissement, la légation était installée 14 avenue d'Eylau.
Elle rejoint ensuite la rue Greuze.

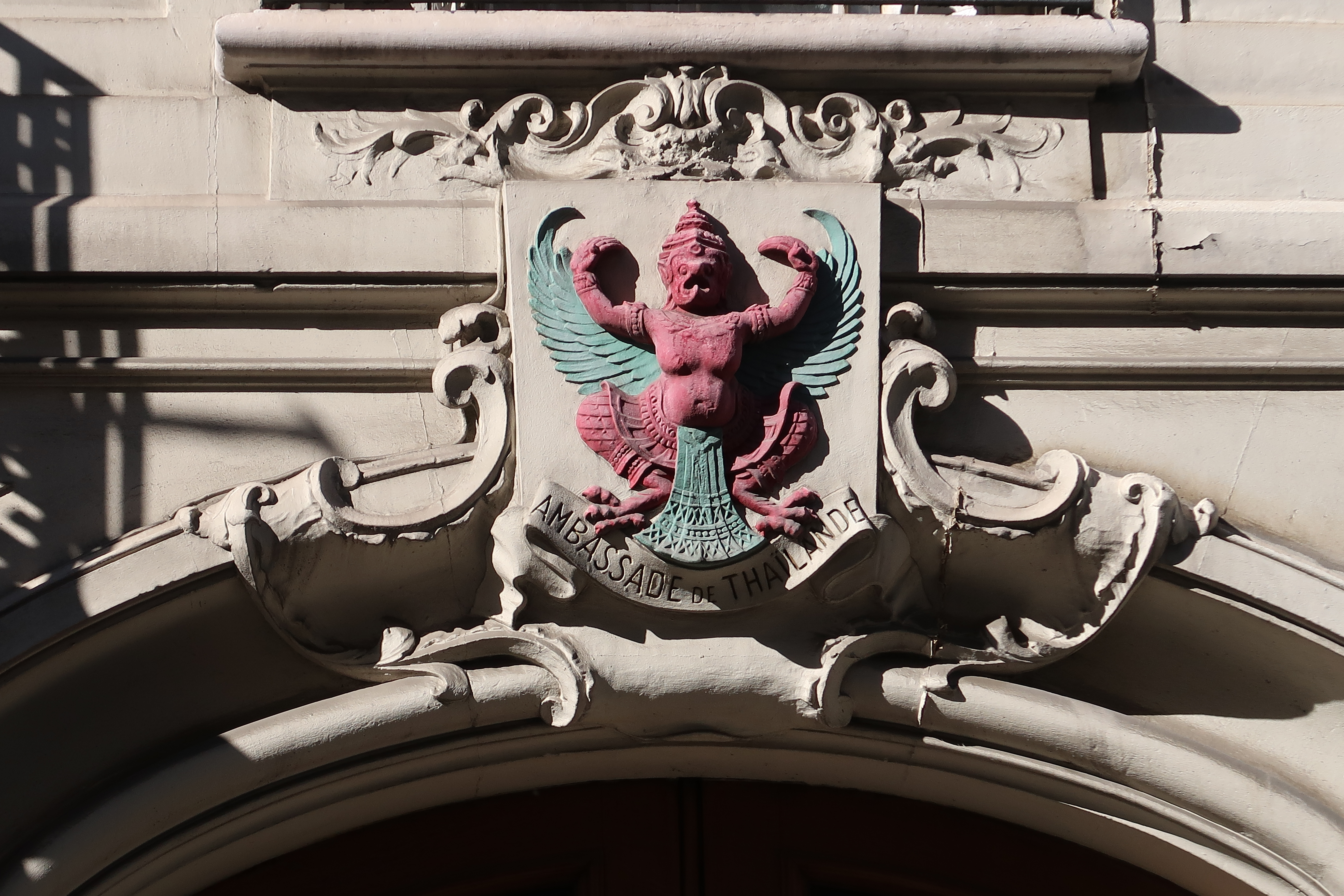
Relief sur le dessus de porte de l'actuelle ambassade.

## Liste des ambassadeurs
| Date de nomination                                                       | Date de nomination                                                       | Date de remise des lettres de créance                                    | Date de remise des lettres de créance                                    | Diplomate                                                                |
| En qualité d'ambassadeurs extraordinaires et ministres plénipotentiaires | En qualité d'ambassadeurs extraordinaires et ministres plénipotentiaires | En qualité d'ambassadeurs extraordinaires et ministres plénipotentiaires | En qualité d'ambassadeurs extraordinaires et ministres plénipotentiaires | En qualité d'ambassadeurs extraordinaires et ministres plénipotentiaires |
| ------------------------------------------------------------------------ | ------------------------------------------------------------------------ | ------------------------------------------------------------------------ | ------------------------------------------------------------------------ | ------------------------------------------------------------------------ |
| ?                                                                        |                                                                          | 6 décembre 1990                                                          | [ JORF 1 ]                                                               | R. Thep Devakula                                                         |
| ?                                                                        |                                                                          | 7 février 1996                                                           | [ JORF 2 ]                                                               | Tej Bunnag                                                               |
| ?                                                                        |                                                                          | 9 mai 2000                                                               | [ JORF 3 ]                                                               | Saroj Chavanaviraj                                                       |
| ?                                                                        |                                                                          | 1er avril 2003                                                           | [ JORF 4 ]                                                               | Krit Garnjana-Goonchorn                                                  |
| ?                                                                        |                                                                          | 20 avril 2004                                                            | [ JORF 5 ]                                                               | Virasakdi Futrakul                                                       |
| ?                                                                        |                                                                          | 10 février 2006                                                          | [ JORF 6 ]                                                               | Thana Duangratana                                                        |
| ?                                                                        |                                                                          | 2 octobre 2009                                                           | [ JORF 7 ]                                                               | Viraphand Vacharathit                                                    |
| ?                                                                        |                                                                          | 26 octobre 2012                                                          | [ JORF 8 ]                                                               | Somsakdi Suriyawongse                                                    |
| ?                                                                        |                                                                          | 20 février 2014                                                          | [ JORF 9 ]                                                               | Apichart Chinwanno                                                       |
| ?                                                                        |                                                                          | 15 février 2016                                                          | [ JORF 10 ]                                                              | Sihasak Phuangketkeow                                                    |
| ?                                                                        |                                                                          | 12 avril 2019                                                            | [ JORF 11 ]                                                              | Sarun Charoensuwan                                                       |
| ?                                                                        |                                                                          | 22 juillet 2022                                                          | [ JORF 12 ]                                                              | Tana Weskosith                                                           |
| ?                                                                        |                                                                          | 17 septembre 2024                                                        | [ JORF 13 ]                                                              | Sarun Charoensuwan                                                       |